# BYD M6
La BYD M6 è un'autovettura prodotta dalla casa automobilistica cinese BYD Auto dal 2010 al 2017.

## Descrizione
Presentata ufficialmente durante il Salone dell'Auto di Pechino 2010, è stata la prima monovolume prodotta dalla BYD. Il design della vettura ha suscitato alcune controversie, venendo additato come simile a quello della Toyota Previa/Toyota Estima.
Al lancio erano disponibili due motorizzazioni, costituiti dal da 2,0 litri della serie BYD483 con 138 cavalli a 6.000 giri/min e 186 Nm di coppia disponibili tra 4.000 e 4.500 giri/min e il motore 4G69 da 2,4 litri di origine Mitsubishi da 162 cavalli erogati tra 5.000 e 6.000 giri/min e 220 Nm di coppia tra 3500 e 4500 giri/min.
La vettura ha subito restyling minore nel 2013, con modifiche di dettaglio quali fari chiari che sostituiscono i fari precedenti fanali bruniti del modello pre-restyling.